# 楊勝智
楊勝智（1990年7月22日—），臺灣棒球選手。曾效力於中華職棒義大犀牛隊，守備位置為投手。

## 經歷
- 台中市大仁國小少棒隊
- 台中市西苑高中青少棒隊
- 台中市西苑高中青棒隊
- 台中市台灣體院棒球隊（富邦公牛）
- 台中市台灣體育大學台中校區棒球隊（富邦公牛）
- 中華職棒興農二軍借將（2009年、2010年）
- 中華職棒興農牛隊自行培訓（2012年）
- 中華職棒義大犀牛隊（2013年1月3日—2013年12月11日）

## 職棒生涯成績
| 年度   | 球隊     | 出賽 | 勝投 | 敗投 | 中繼 | 救援 | 完投 | 完封 | 四死 | 三振 | 責失 | 投球局數 | 防禦率 |
| ------ | -------- | ---- | ---- | ---- | ---- | ---- | ---- | ---- | ---- | ---- | ---- | -------- | ------ |
| 2013年 | 義大犀牛 | 0    | 0    | 0    | 0    | 0    | 0    | 0    | 0    | 0    | 0    | 0        | 0      |
| 合計   | 1年      | 0    | 0    | 0    | 0    | 0    | 0    | 0    | 0    | 0    | 0    | 0        | 0      |

## 外部連結
- 楊勝智在台灣棒球維基館上的頁面（繁體中文）
- 球員資訊和成績在中華職棒官網（中文）